# Zatoka Karpentaria
Zatoka Karpentaria (ang. Gulf of Carpentaria) – zatoka położona w południowo-wschodniej części Morza Arafura. Wcina się blisko 670 km w głąb północnej części kontynentu australijskiego pomiędzy Ziemię Arnhema a półwysep Jork. Szerokość zatoki wynosi do 600 km, głębokość do 71 m, a powierzchnia wynosi ok. 328 tys. km². Wzdłuż zachodnich wybrzeży rozsiane są liczne wyspy. Największe z nich to Groote Eylandt oraz Wellesley. 
Temperatura wód powierzchniowych wynosi 23-29 °C, a zasolenie waha się pomiędzy 34,5–35,5‰. Wzdłuż wybrzeży występują silne prądy pływowe, a wysokość pływów wynosi 2,4-3,6 m. Do zatoki uchodzą rzeki Mitchell, Flinders oraz Leichhardt. Głównym portem jest Weipa. 

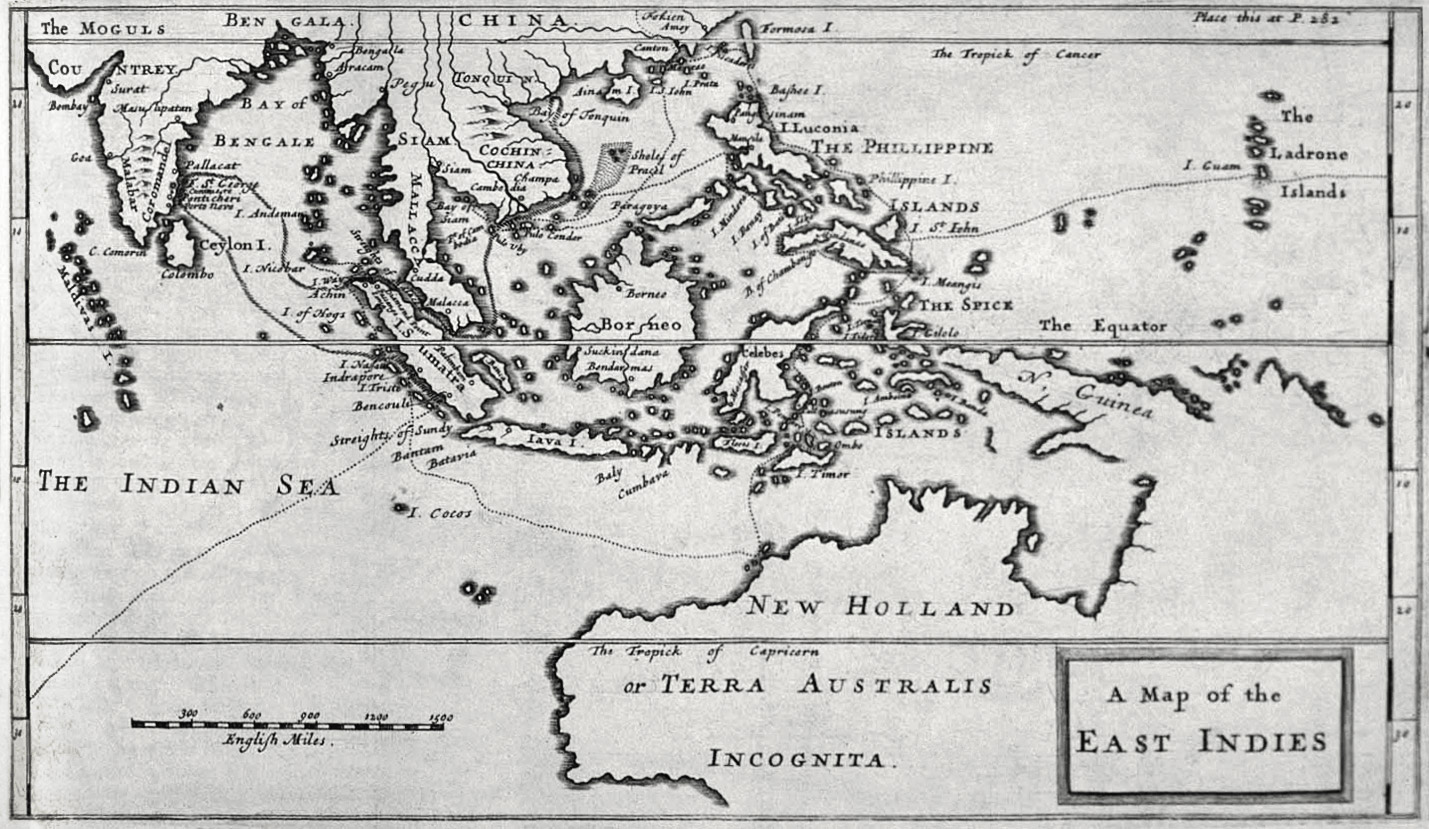
Zatoka na mapie Dampiera z XVII wieku

Wielka zatoka odkryta została przez załogę statku Duyfken (w języku polskim Gołąbek), która pod komendą Willema Janszoona w roku 1606 wpłynęła na jej wody. 
Nowy akwen nazwano na cześć Pietera Carpentiera, generalnego gubernatora Holenderskich Indii Wschodnich.